# Procatedral de Nuestra Señora de la Asunción (Brunéi)
La Procatedral de Nuestra Señora de la Asunción o simplemente Iglesia de Nuestra Señora de la Asunción es el nombre que recibe un edificio religioso que se encuentra en la ciudad de Bandar Seri Begawan capital del distrito de Brunéi y Muara al norte y centro del país y sultanato asiático de Brunéi, y en el extremo norte de la Isla de Borneo.  
El templo es la procatedral o catedral temporal de esa jurisdicción eclesiástica, sigue el rito romano o latino y sirve como la sede del vicariato apostólico de Brunéi (Vicariatus Apostolicus Bruneiensis) que obtuvo ese estatus en 2004 mediante la bula "Ad aptius consulendum" del Papa Juan Pablo II.
Está bajo la responsabilidad pastoral del obispo Cornelius Sim. Se trata de la iglesia más grande de Brunéi y esta en pleno centro de la capital.